# روزه سکوت
روزه سکوت یک آیین مذهبی است که طی آن فرد تصمیم می‌گیرد مدت زمان مشخصی را به سکوت بگذراند و سخن نگوید. بر اساس نظر برخی از علمای تشیع، روزه سکوت ، اگر کسی فکر کند این روزه حکمی از احکام اسلام است و به شرطی که نیت بر عدم تکلم باشد و تکلم از مبطلات روزه باشد، حرام است.وگر نه کم سخن گفتن در اسلام بسیار سفارش شده است.
همچنین در ادیان دیگر مثل هندویی و بودایی این آئین وجود دارد. به عنوان نمونه گاندی به طور مداوم هفته ای یک روز، روزه سکوت می گرفت و به هیچ دلیلی این انضباط را ترک نمی کرد.